# 公民社会

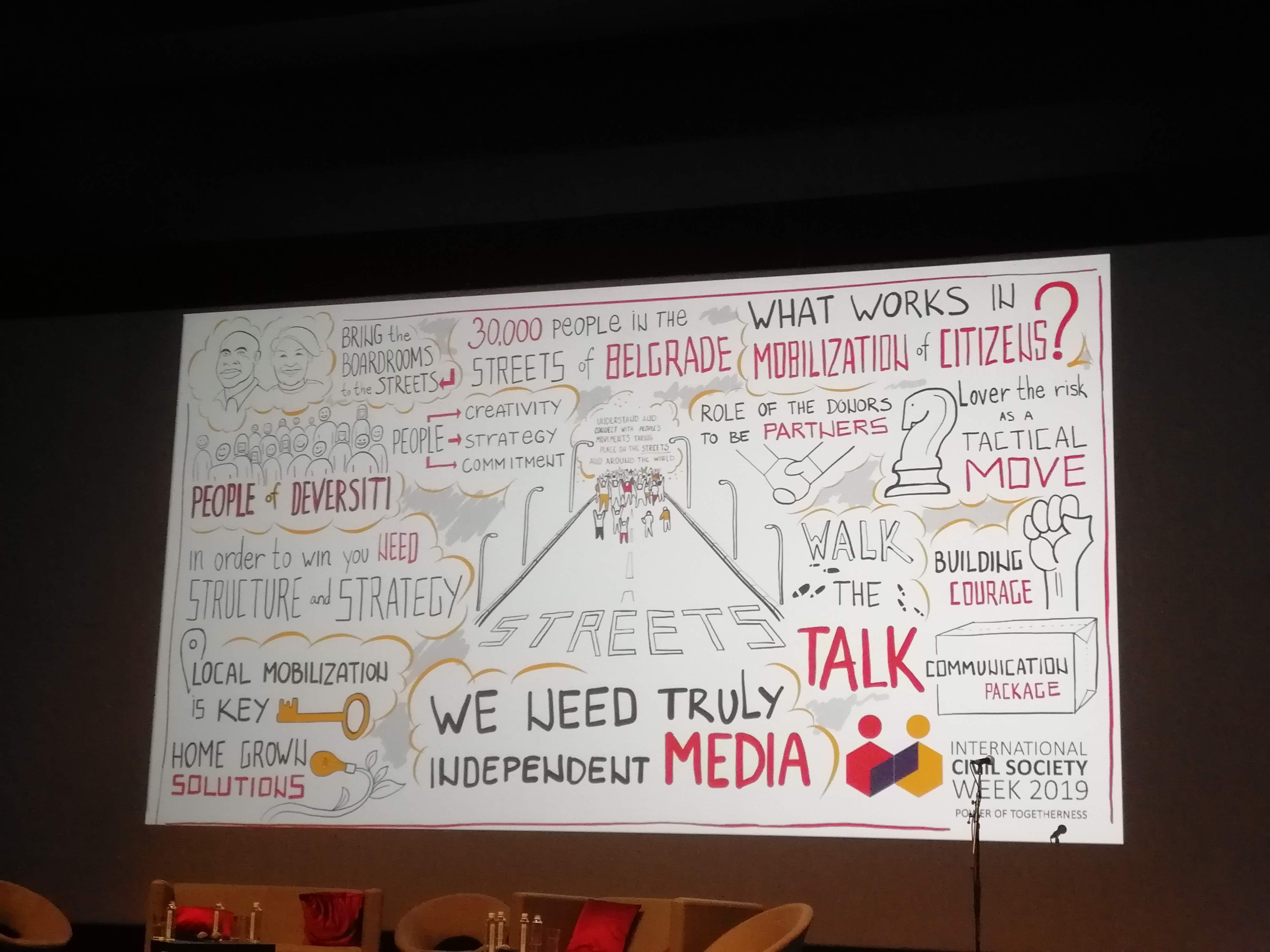
2019年国际公民社会周

公民社会（英語：civil society）是由围绕共同的利益、目的和价值上的非强制性的集体行为所组成的一种共同状态。它不属于政府的一部分，也不属于企業的一部分。换言之，它是处于传统意义上区分的“公”与“私”之间的一个领域。通常而言，它包括了那些为了社会的特定需要，为了公众的利益而行动的组织，诸如非政府组织、社区组织、宗教团体、专业协会及工会等等。公民社会是民主宪政体制的重要成分，而民主宪政也为公民社会的正常运转提供制度保障。
其他文獻中，「公民社會」一詞，也被用於指代，(1) 展現市民利益和意願的非政府組織與機關的總稱；(2) 社會中獨立於政府的個人和組織。有時，公民社會一詞也有更寬泛的意思，指代「民主社會的組成元素，比如言論自由、司法獨立等」，或用於指代「民衆皆為品行良好、思考周全而活躍的公民的地方」。公民社會廣泛地被西方思想家當成一個社會民主自由開放程度的評判標準。

## 词源
哲学家亚里士多德在其著作《政治学》中提出了koinōnía politikḗ ( κοινωνία πολιτική )一词，意为像城邦( polis )那样为集体生存而建立的政治共同体。这样定义的政治共同体或目标即幸福( τὸ εὖ ζῆν , tò eu zēn )，常译为人类繁荣或共同福祉，其中人被定义为“政治 (社会) 动物” ( ζῷον πολιτικόν zōon politikón )。这一概念被西塞罗等罗马作家使用，用来指古老的共和国( res publica )概念。在列奥纳多·布鲁尼将中世纪晚期的亚里士多德的《政治学》译成拉丁文之后，该词重新进入西方政治话语。布鲁尼将koinōnía politikḗ译为societas civilis（“公民社会”）。随着君主自治与公法之间区别的出现，该词开始流行，用来指代土地所有者封建统治阶级的企业财产（ Ständestaat ），与君主或王子所行使的权力相对立。公民社会一词在国家理论中历史悠久，并在 20 世纪后期在东欧尤为强劲地复兴，直到 20 世纪 90 年代，瓦茨拉夫·哈维尔等异见人士还用它来指代受到东欧共产主义国家主导的侵入式政权威胁的公民协会领域。公民社会一词首次在后现代意义上被用作指称政治反对派，源自亚历山大·斯莫拉尔 (Aleksander Smolar) 1978-79 年的著作。 然而，团结工会在 1980-1981 年并没有使用过这个术语。 

## 民主
古罗马人深知民主与合作社会之间的联系，而君主制则与竞争性或不合作的社会之间存在着联系。历史学家卡西乌斯·狄奥以奥古斯都将军阿格里帕的口吻，恳求奥古斯都不要推翻罗马共和国，因为他在罗马内战中击败了其他权力对手，因为这会对社会造成预期的影响。
关于公民社会与民主政治社会关系的文献，直接源于苏格兰启蒙哲学，包括亚当·弗格森的《公民社会史论》以及黑格尔的著作。亚历克西斯·德·托克维尔、卡尔·马克思和费迪南德·滕尼斯借鉴了黑格尔的这些概念。20世纪的研究者加布里埃尔·阿尔蒙德和西德尼维尔巴对这些概念进行了重要的发展，他们认为政治文化在民主秩序中至关重要。
他们认为，政治组织的政治元素可以促进公民提高认识和了解情况，从而使公民能够做出更好的投票选择、参与政治，并最终使政府承担更多责任。公民社会为具有共同目标和利益的人们提供了一个论坛，以进一步发展民主理想，从而建立一个更加民主的国家。这类协会的成员资格可以作为信息来源，减少集体行动的障碍。这些团体随后通过向政府施加压力来影响政策。这意味着公民社会有助于平衡国家权力。这些政治组织的章程被认为是微型宪法，因为它们使参与者习惯于民主决策的形式。
近期，罗伯特·D·普特南 (Robert D. Putnam)指出，即使是公民社会中的非政治组织对民主也至关重要，因为它们在社会中构建社会资本、信任和共同价值观。社会资本，即社会网络及其相关的互惠规范，可以帮助社会解决集体行动的困境；拥有密集社会网络的个人更有可能对社会其他成员做出可信的承诺，并利用其社会资本来构建公共物品。反过来，拥有强大公民社会的国家更有可能成为成功的民主国家。一些学者以普特南的观点为基础，认为特定类型的公民社会组织——植根于日常关系的非政治组织——参与民主转型进程，是推动民主转型成功的关键。波吉 (Gianfranco Poggi) 也持同样的观点，他认为，要维护共和社会，人际信任必不可少。
然而，另一些人质疑公民社会与健全的民主之间的联系。正如托马斯·卡罗瑟斯所指出的，公民社会的形成并不一定有正当理由，也不一定宣扬民主价值观。例如，谢里·伯曼认为，公民社会组织实际上可以用来动员人们反对民主。德国魏玛共和国的垮台就是明证。魏玛共和国未能解决经济萧条和国内斗争的破坏，导致了大量德国公民社会的诞生。这些团体的一个决定性、可论证的致命缺陷是，它们加剧了德国人之间的社会冲突和差异。德国社会分裂成各个社会群体意味着他们极易受到民族主义理想的影响。纳粹渗透到这些不满群体中，他们最终成为纳粹党及其宣传的骨干和基础。结果，纳粹党在1932年大选后，从一个政治上无关紧要的政党一跃成为德国国会中最大的政党。与普特南的观点相反，在这种情况下，密集的公民社会网络损害了民主。纳粹党利用了德国的社会组织，最终导致了德国第一个共和国的垮台。
也可能会阻碍代议制机构的运作，并扭曲政策结果，使其有利于富人、人脉广泛或组织严密的人。此外，根据肯尼斯·牛顿收集的调查数据，几乎没有证据表明社会信任和政治信任存在重叠，这使得公民社会的力量与民主之间的关系变得过时。事实上，正如拉里·戴蒙德所言，为了理解公民社会服务民主的众多方式，还必须理解公民社会为民主产生的紧张和矛盾。
托克维尔指出，在美国，人们倾向于结成能够体现公民社会的社团，这推动了美国民主政府的成功。普特南认为，美国公民社会的力量在历史上为公民带来了更多的社会信任和社会资本。另一些人则认为，对公民社会的依赖可能导致公民质疑美国政府的有效性，并可能通过分裂社会造成不稳定。
在现代美国，尤瓦尔·莱文 (Yuval Levin) 写道，公民社会被视为美国政府与公民之间的门户。一些人认为，公民社会有助于维护个人自由，制约着美国政府的权力；而另一些人则认为，公民社会的作用是维护国家的努力，帮助国家推动社会事业，同时限制不民主的权力巩固。其他人，例如戴维·里夫 (David Rieff) 指出，与非政府组织 (NGO) 等公民社会相比，美国政府在财政上更有能力开展社会事业，而非政府组织由于缺乏相对实力，因此能力不足。哈佛大学教授西达·斯考切波尔 (Theda Skocpol) 的研究表明，尽管公民社会为美国带来了更多的民主，但从大型工会和组织转向针对特定政治问题的小型运动，不太可能激发大规模的民主参与。加尔斯顿 (Galston) 和莱文 (Levine) 指出，事实证明，这些新兴的公民社会参与政治进程的可能性较小，而更有可能带来社会行动。

## 政治参与
公民社会组织为公民提供政治参与所必需的知识，例如公民在政府程序中的义务和权利、不同类型的政治问题和政策议程、公民合作解决社会问题的方式，以及如何在社区中创造有意义的变革。卡鲁·E·博尔丁教授和贾米·纳尔逊-努涅斯教授断言，公民社会组织的好处在于，当公民能够集体行动并围绕共同的政策偏好与他人建立联系时，他们更倾向于参与政治。然而，其他学者指出，公民社会组织在政治参与和政策制定过程中存在一些缺陷。托马斯·卡罗瑟斯教授解释说，由于公民社会组织在政治参与中发挥着如此重要的作用，这些组织的激增使得政府越来越难以同时满足日益扩大的政策偏好和快速变化的社会需求。学者大卫·里夫讨论了与公民社会和政治参与相关的另一个问题：单一议题行动主义。由于大多数民间社会组织只关注某一领域或社会问题，这有时会导致选民的注意力从社会面临的多方面广泛问题（如全球化挑战）上转移开，而选举的焦点则集中在几个特定的热点话题上，如堕胎。
大量数据支持公民社会组织能够显著提高政治参与度的观点。罗伯特·普特南博士在 20 世纪中期对意大利的公民社会进行了研究，发现参与公民社会组织的人比未参与这些组织的人表现出更高的“政治成熟度、社会信任度、政治参与度和‘主观公民能力’”。同样，谢里·伯曼博士发现，纳粹党 (NSDAP) 公民社会组织利用中产阶级中强大的公民社会网络，动员德国民众参与政治。这些努力的强大影响力体现在纳粹党在 20 世纪中期成为德国最强大的政治力量。这些案例研究证明了社会网络在促进政治参与和公民参与方面发挥的关键作用。

## 经济学
强大的公民社会通常被认为对经济增长至关重要，其理由是，它可以为经济决策提供重要意见，促进私营企业和创业精神的发展，并防止国家扼杀经济。例如，劳工领袖可以确保经济增长惠及劳动人民，宗教领袖可以倡导更大程度地参与经济事务，非政府组织可以举报和记录有害的商业行为等等。
从本质上讲，公民社会创造了社会资本。世界银行将其定义为“塑造社会互动质量和数量的制度、关系和规范”。社会资本越高，社会相互依存度就越高，从而提高生产力和经济增长。例如，一项研究发现，美国社会网络较好地区的高中辍学率低于社会网络较弱的地区。
托马斯·卡罗瑟斯 (Thomas Carothers) 等人对这种说法有所质疑。他认为，尽管公民社会有利于经济增长，但它并非经济增长的必要条件。他举例说明了韩国巨大的经济成功是如何建立在缺乏强大公民社会的基础上的，而公民社会是在经济增长起步之后才出现的；以及孟加拉国虽然拥有极其丰富的公民社会，但经济却基本上未能增长，仍然是世界上最贫穷的国家之一。卡罗瑟斯还更进一步指出，至少在某些领域，公民社会过多可能会对经济产生有害影响，他引用了一些经济学家认为拉丁美洲的工会限制了经济增长的例子。

## 宪政经济学

### 宪政
宪政经济学是经济学和宪政主义的一个领域，它描述和分析宪法问题与经济运作（包括预算过程）之间的具体相互关系。“宪政经济学”一词由美国经济学家詹姆斯·M·布坎南用来指代一种新的预算规划，而预算规划对公民社会的透明度对于法治的实施具有重要的指导意义。此外，一个有效的司法系统，供公民社会在政府支出不公平和行政部门扣押任何先前授权的拨款的情况下使用，是任何有影响力的公民社会成功的关键因素。
自由主义者认为，市民社会使个性得以存在和发展，是自由的体现，因此神圣不可侵犯。自由主义者认为，社会的多样性和民主国家的合法性依赖于市民社会的充分自治，国家权力对公民社会的干预是不正当的、也可能是无效的。这种观点认为公民社会与国家政权之间存在着对抗关系，国家权力的扩张会对市民社会形成压制，构成侵害；市民社会的扩张也会削弱国家的自主性，影响政府决策。因此国家政权与市民社会应该截然分离，互不侵犯。
另外一种观点认为，国家与市民社会相互制约并相互依存，国家政权作为“仲裁者”角色、以中立态度调节市民社会的矛盾。其中，黑格尔主义者认为市民社会就是一个私人利益为基础的名利场，主张通过国家共同体来控制市民社会。这种观点强调了公民参与公共政治的积极性，1990年代以后，政治学界将市民社会界定为国家与个人之间的一个具有公共性质的社会作用领域。

## 全球的

布达佩斯 Brainbar 民事讲座

目前，批评家和活动家经常将“公民社会”一词应用于需要防范全球化的社会生活领域，以及抵制全球化的根源，因为它被视为超越国界和跨越不同领土的活动。但是，由于公民社会可以由支持全球化的外国企业和机构资助，因此这种使用存在争议。共产主义体制垮台后，全球范围内公民社会的迅速发展是与华盛顿共识相关的新自由主义战略的一部分。也有一些研究发表，探讨了有关该术语的使用与国际援助体系的影响和概念力量之间的悬而未决的问题（例如，参见 Tvedt 1998）。
另一方面，另一些人则认为全球化是一种扩大古典自由主义价值观范围的社会现象，这不可避免地导致了公民社会发挥更大的作用，而牺牲了政治衍生的国家机构。
经济和社会事务部（DESA）开发的综合民间社会组织（iCSO）系统促进了民间社会组织与 DESA 之间的互动。
公民社会也参与到了环境政策制定过程中。这些团体通过制定解决环境损害的议程来影响环境政策。他们还向公众宣传环境问题，从而增强了公众对环境变革的诉求。

## 历史
从历史角度看，“公民社会”概念的实际含义与其最初的古典形式相比，经历了两次转变：第一次转变发生在法国大革命之后，第二次转变发生在欧洲共产主义垮台期间。

### 西方古代
公民社会的概念在其前现代古典共和主义的理解中通常与18世纪启蒙时代的早期现代思想相联系。然而，它在政治思想领域有着更悠久的历史。一般来说，公民社会是指通过实施规则来约束公民相互伤害，从而管理社会冲突的政治协会。在古典时期，这一概念被用作美好社会的同义词，被认为与国家难以区分。例如，苏格拉底教导说，社会内部的冲突应该通过公开辩论来解决，运用“辩证法”，一种理性对话的形式来揭示真理。在苏格拉底看来，通过“辩证法”进行公开辩论对于确保城邦的“文明”和人民的“美好生活”至关重要。对柏拉图来说，理想国是一个公正的社会，在这个社会中，人们致力于公共利益，践行智慧、勇气、节制和正义等公民美德，并扮演最适合自己的职业角色。“哲学王”的职责是以文明的方式照顾人民。亚里士多德认为，城邦是一个“协会的联合体”，使公民能够分享统治与被统治的美德任务。他的《政治共同体》（ koinonia politike）描述了一个政治共同体。
“公民社会”（societas civilis）的概念源自罗马，由西塞罗引入。古典时期的政治话语强调“良好社会”的理念，以确保人民的和平与秩序。古典时期的哲学家们并没有区分国家和社会。相反，他们认为国家代表着社会的公民形式，“文明”则代表着良好公民素质的要求。此外，他们认为人类天生理性，因此他们可以共同塑造自己所属社会的性质。此外，人类有能力自愿为共同事业聚集在一起，维护社会和平。从这个角度来看，我们可以说古典政治思想家赞同公民社会最初意义上的起源。
中世纪政治哲学家们讨论的议题发生了重大变化。由于封建制度独特的政治安排，古典公民社会的概念几乎从主流讨论中消失。取而代之的是正义战争的问题，这一话题一直持续到文艺复兴时期的末期。

### 早期现代史
三十年战争和随后的《威斯特伐利亚条约》宣告了主权国家体系的诞生。条约承认国家是以领土为基础、拥有主权的政治单位。因此，君主可以通过组建自己的武装部队来绕过封建领主，从而对国内事务实施控制。从此，君主可以组建国家军队，部署专业的官僚机构和财政部门，从而对臣民保持直接控制和权威。为了满足行政开支，君主对经济施加了更大的控制。这催生了专制主义。直到十八世纪中叶，专制主义一直是欧洲的标志。
启蒙运动时期，专制主义的国家观念受到了质疑。 作为文艺复兴、人文主义和科学革命的自然结果，启蒙思想家提出了一些基本问题，例如“遗传赋予了什么合法性？”“为什么要建立政府？”“为什么有些人比其他人拥有更多基本权利？”等等。这些问题促使他们对人类思维的本质、政治和道德权威的来源、专制主义背后的原因以及如何超越专制主义做出了某些假设。启蒙思想家相信人类思维具有推理能力。他们反对国家与教会的联盟，认为它们是人类进步和福祉的敌人，因为国家的强制性机构限制了个人自由，而教会则通过提出神权起源论来使君主合法化。因此，两者都被认为违背了人民的意愿。
当时的政治哲学家深受三十年战争暴行的影响， 认为社会关系的安排方式应有别于自然法。他们的一些尝试促成了社会契约论的诞生，该理论质疑社会关系是否符合人性。他们认为，人性可以通过分析客观现实和自然法来理解。因此，他们认为，人性应该被纳入国家和既定实证法律的框架之中。托马斯·霍布斯强调强大的国家需要维护社会的文明。在霍布斯看来，人类的动机是自身利益（Graham 1997:23）。而且，这些自身利益往往本质上是相互矛盾的。因此，在自然状态下，存在着所有人反对所有人的战争状态。在这种情况下，生活是“孤独、贫瘠、肮脏、野蛮和短暂的”（同上：25）。人类意识到无政府状态的危险后，意识到需要一种机制来保护自己。在霍布斯看来，理性和自身利益促使人类团结一致，将主权移交给一个共同的力量（Kaviraj 2001:289）。[需要完整引文]霍布斯将这种共同的力量称为国家，或利维坦。
约翰·洛克对英国政治状况的看法与霍布斯相似。当时正值光荣革命时期，王权神权与议会政治权利之争愈演愈烈。这影响了洛克，他创立了有限国家与强大社会的社会契约论。在洛克看来，人类在自然状态下也过着不平静的生活。然而，在缺乏完善的制度的情况下，这种状态可以维持在次优水平（Brown 2001:73）。出于这一主要考虑，人们聚集在一起签订契约，组成一个共同的公共权力机构。然而，洛克认为，如果没有可靠的限制，政治权力的巩固可能会演变成独裁统治（Kaviraj 2001:291）。因此，洛克制定了两个关于政府的条约，并规定了相互的义务。在第一个条约中，人们服从共同的公共权力机构。该机构有权制定和维护法律。第二条约包含权力的限制，即国家无权威胁人类的基本权利。洛克认为，人类的基本权利是维护生命、自由和财产。此外，他认为国家必须在民法和自然法的范围内运作。
霍布斯和洛克都构建了一个体系，通过社会契约或契约来确保人类和平共处。他们认为公民社会是一个维持公民生活的共同体，公民美德和权利源于自然法。然而，他们并不认为公民社会与国家割裂开来，而是强调国家与公民社会的共存。霍布斯和洛克在分析社会关系时所采用的系统方法，很大程度上受到了他们那个时代经验的影响。他们试图解释人性、自然法、社会契约和政府的形成，挑战了神权论。与神权论相反，霍布斯和洛克主张人类可以设计自己的政治秩序。这一思想对启蒙运动时期的思想家产生了巨大影响。
启蒙思想家认为，人类是理性的，能够塑造自己的命运。因此，不需要绝对的权威来控制他们。公民社会的批评者让-雅克·卢梭和伊曼纽尔·康德都认为，人们热爱和平，战争是绝对政权的产物（Burchill 2001:33）。在康德看来，这种制度能够有效地防止单一利益的支配，并制约多数人的暴政（Alagappa 2004:30）。

### 现代史
GWF 黑格尔彻底改变了市民社会的含义，使现代自由主义者认为市民社会是一种非政治社会，与现代民族国家制度截然相反。在古典共和主义中，市民社会等同于政治社会，黑格尔区分了政治国家与市民社会，随后托克维尔对市民社会和政治社会及协会进行了区分，马克思和滕尼斯重复了这一区分。
与前辈不同，黑格尔将市民社会（德语：bürgerliche Gesellschaft）视为一个独立的领域，一个“需求体系”，即介于家庭和国家之间的差异“阶段”。市民社会是现代工业资本主义社会中存在的经济关系领域，因为它出现在资本主义的特定时期，并服务于资本主义的利益：个人权利和私有财产。因此，他使用德语术语“bürgerliche Gesellschaft”来表示市民社会，即“公民社会”——一个受民法典规范的领域。托克维尔和卡尔·马克思也遵循了这种新的市民社会思维方式。 对黑格尔来说，市民社会体现了矛盾的力量。作为资本主义利益的领域，其中存在着冲突和不平等的可能性（例如：智力和体力素质、才能和经济状况）。他认为，这些不平等影响着成员在选择工作类型时所能做出的选择。市民社会中的不同地位可分为三个等级：实质等级（农业）、正式等级（工商业）和普遍等级（市民社会）。一个人能够选择自己的等级，尽管他的选择受到上述不平等的限制。然而，黑格尔认为，这些不平等使得市民社会中的所有等级都能得到填补，从而使整个系统更加高效。
卡尔·马克思沿用了黑格尔对市民社会概念的运用方式。对马克思而言，现代国家的出现创造了一个市民社会领域，将社会简化为相互竞争的私人利益。政治社会被自治于国家，而国家又由资产阶级统治（同时考虑到当时只有有产阶级才享有选举权）。马克思在其早期著作中预见了国家与市民社会之间分离的废除，并期待私人领域与公共/政治领域的重新统一（Colletti，1975）。因此，马克思否定了黑格尔提出的国家的积极作用。马克思认为，国家不可能是一个中立的问题解决者。相反，他将国家描绘成资产阶级利益的捍卫者。他认为国家是资产阶级的执行机构，一旦工人阶级掌握了对社会的民主控制，资产阶级就会消亡。
安东尼奥·葛兰西（Edwards 2004:10）批评了上述关于公民社会的观点。葛兰西与马克思的观点略有不同，他并不认为公民社会是一个私人的、异化的关系的领域。相反，葛兰西认为公民社会是资产阶级霸权的载体，而它仅仅代表了一个特定的阶级。他强调公民社会作为资本主义霸权生存所必需的文化和意识形态资本的贡献者所发挥的关键作用。葛兰西没有像早期马克思主义的观念那样将公民社会视为一个问题，而是将其视为解决问题的场所。新左派误解了葛兰西的观点，认为公民社会在保护人民免受国家和市场侵害，以及在维护影响国家的民主意志方面发挥着关键作用。与此同时，新自由主义思想家认为公民社会是颠覆共产主义和独裁政权的斗争场所。因此，“公民社会”一词在新左派和新自由主义者的政治话语中占有重要地位。

### 后现代史
人们普遍认为，后现代意义上的公民社会理解方式最早是由20世纪80年代前苏联东欧国家的政治反对派发展起来的。然而，研究表明，共产主义宣传对这一理念的发展和普及产生了最重要的影响，其目的是使1989年的新自由主义转型合法化。 福利制度重组理论认为，公民社会概念的一种新用法成为一种新自由主义 意识形态，它使发展第三部门来取代福利国家合法化。第三部门的近期发展是这种福利制度重组的结果，而非民主化的结果。
从那时起，出现了一种用公民社会而非政治社会来代替政治社会的政治实践。此后，除了过多的定义之外，后现代对公民社会这一概念的运用分为两大类：政治社会和第三部门。 20 世纪 90 年代的华盛顿共识，包括世界银行和国际货币基金组织向负债累累的发展中国家提供有条件的贷款，也给贫穷国家带来了萎缩的压力。这反过来又导致了公民社会的实际变化，进而影响了理论辩论。最初，新的条件性导致人们更加强调“公民社会”是灵丹妙药，取代了国家的服务提供和社会关怀，休姆和爱德华兹认为它现在被视为“灵丹妙药”。
到20世纪90年代末，在反全球化运动兴起和许多国家向民主转型的背景下，公民社会不再被视为灵丹妙药；相反，人们越来越多地要求公民社会证明其合法性和民主资质。这促使联合国设立了一个公民社会高级别小组。然而，到了20世纪90年代，随着非政府组织和新社会运动（NSM）在全球范围内的兴起，公民社会作为第三部门，被视为构建“替代性社会和世界秩序”战略行动的关键领域。后现代公民社会理论如今已基本回归到更为中立的立场，但在富裕社会中公民社会现象的研究与发展中国家公民社会的论述之间存在着显著差异。

## 链接至公共领域
尤尔根·哈贝马斯认为，公共领域促进理性意志的形成；它是一个理性且民主的社会互动领域。哈贝马斯将公民社会分析为“商品交换和社会劳动”的领域，并将公共领域视为政治领域的一部分。哈贝马斯认为，尽管社会代表了资本主义社会，但其中某些制度也曾是政治社会的一部分。经济转型带来了公共领域的变革。尽管这些变革确实会发生，但当公民社会呈现出非经济性、具有民众性的特征，并且国家不再仅仅由一个政党代表时，它就发展成为政治社会。需要有一个权威中心，而这正是社会可以开始挑战权威的地方。吉莉安·施韦德勒指出，公民社会随着公共领域的复兴而出现，当个人和团体开始挑战可接受行为的界限时——例如，公开反对政权或要求政府回应社会需求——公民社会便开始成形。

## 团体的实例
- 非政府组织
- 私人志愿者组织
- 社区组织
- 工会
- 宗教组织
- 环保组织
- 专业协会
- 消费者组织
- 俱乐部

## 評價

### 正面评价
联合国人权高级专员办事处宣稱，世界各地的民间社会组织都在推动、保障和促进人权的工作這方面上发挥着作用，无论它们以哪一個称呼指稱自身── 例如稱自己為人权维护者、人权非政府组织、律师协会、学生社团、工会联合会、大学研究所，或与受歧视群体一同工作的慈善协会── 它們都在为创造更加美好的未来一事而努力，并且为達成實現公正及平等和捍衛人类擁有的尊严這個共同目标一事而奋斗。

### 负面评价
2013年4月，中共中央办公厅印发的《关于当前意识形态领域情况的通报》文件，宣稱“当前意识形态领域值得注意的突出问题”，并且列出了所謂的七大危险，要求當局警惕和予以根除，其中一项即为“宣扬公民社会”，理由是它“企图瓦解党执政的社会基础”。
政治學家王绍光在《人民日報》主辦的《人民论坛》上發表文章，王紹光表示他認為，公民社會實際上是新自由主義所編造的粗糙神話，它在概念上是含混不清的，它那些被吹得天花亂墜的神效未必存在；真正值得被中國人追求的，是構築一個以國內勞動大眾為主體的政治共同體「人民社會」這件事情；人民社會相關理念清晰且無歧義，對外是驕傲地「站起來了」、 自豪地「自立於世界民族之林」，對內是一個既磕磕碰碰而又休戚與共的有機整體，它更容易成為被追求的對象。

### 中立評價
1997年9月1日，布魯金斯學會高級研究員艾·傑·迪翁（E.J. Dionne）教授發表了一篇文章，他在文章中講解了美國國內關於公民社會的一些爭論，他表示自己認為 雖然公民社會有其不足之處，但是它在提供國家無力承擔的公共服務丶 產生良好的價值觀丶 傳遞關於個人責任重要性的信息和維持人際關係等方面上具有重要意義，故不應該簡單地拋棄公民社會這個概念，而是應該試圖解決相關問題。

## 延伸閱讀
- 蔡英文. . 北京: 北京大学出版社. 2006  [2013-11-01]. ISBN 978-7-301-10533-7. （原始内容存档于2015-03-22）.